# Pavel Lounguine
Pavel Lounguine (en russe : Павел Лунгин) est un cinéaste russe, né le 12 juillet 1949 à Moscou.

## Biographie
Pavel Semionovitch Lounguine (en russe : Павел Семёнович Лунгин) est né le 12 juillet 1949 à Moscou, d'un père scénariste et d'une mère traductrice. Il est de nationalité russe et française.
Il s'établit en France en 1990 et tourne, avec des producteurs français, des films sur la Russie.
Son fils, Alexandre Lounguine, est également réalisateur.

## Parcours

### Formation
Il fait des études de mathématiques et de linguistique à l'Université d'État de Moscou entre 1965 et 1971, ensuite, il intègre en 1973 l'école de cinéma de Moscou, la VGIK. Il sera diplômé en 1980.
Il suit une formation de scénariste jusqu'en 1975 aux cours supérieurs de formation des scénaristes de Moscou et écrit les scripts de nombreux films, comme L'Invincible de Youri Boretski (ru) (1983) et Popoutchik d'Ivan Kiasachvili (1986).

### Reconnaissance à Cannes:Taxi BluesetLa Noce
En 1990, son premier film, Taxi Blues, sur l'amitié entre un chauffeur de taxi et un saxophoniste en déboires, est très bien accueilli par la critique. Il remporte le prix de la mise en scène au festival de Cannes.
Dix ans plus tard, La Noce obtient une mention spéciale décernée à l’ensemble des acteurs à Cannes.
Plusieurs de ses films ont connu un grand succès en Russie. Également producteur, il produit et réalise en 2005 la série télévisée L'Affaire des Âmes mortes d'après les œuvres de Gogol.
Il dirige en 2006 L' Île (Ostrov), un film à thème religieux, présenté en clôture du Festival de Venise : « L’Île se situe dans un autre monde, dans un temps proche de la mort », explique Pavel Lounguine. Le film reçoit l'Aigle d'or au Festival de Moscou, en 2006, ainsi que les éloges du patriarche de l'Église orthodoxe Alexis II.

### Films historiques:Tsar,Un nouveau RusseetLeaving Afghanistan
En 2009, son film Tsar fait partie de la sélection Un certain regard du festival de Cannes.
Le film sort sur les écrans français en janvier 2010.
Pavel Lounguine s'intéresse aux changements radicaux de son pays à la suite de la chute du communisme ; c'est ce qu'il veut communiquer dans certains de ses films, notamment Un nouveau Russe, qui s'inspire de la vie de l'oligarque Boris Berezovski.
En 2015, il réalise la série télévisée Rodina (Родина) qui est la seconde adaptation (après Homeland) de la série télévisée israélienne Hatufim.
En 2019, il réalise Leaving Afghanistan, sur le difficile retrait russe, après l’échec de l’armée rouge en Afghanistan. Menacé de censure en Russie, objet de multiples controverses, le film sort finalement dans son intégralité. « Certains ont essayé de dire que mon film était une calomnie, qu’on n’avait pas volé le peuple afghan, que la discipline était rigoureuse, a confié le réalisateur Pavel Lounguine au journaliste Pierre Monastier. Des généraux et anciens gradés ont également accusé le film d’être une double faute : d’une part, il aurait fallu rester en Afghanistan à l’époque ; d’autre part, il n’est pas possible de montrer aujourd’hui cette œuvre à la jeunesse, de peur de l’affaiblir et de la déstabiliser. Ce qui est toutefois plus intéressant, c’est de voir combien la société russe est divisée, parce que j’ai aussi reçu le soutien d’une autre partie des vétérans, qui ont aimé le film. Il y a ainsi eu une sorte de lutte verbale et médiatique entre ces deux clans. » En France, il ne trouve pas de distributeur pour le grand écran et sort directement, le 26 novembre, en DVD et Blu-ray.

## Filmographie

### Réalisateur
- 1990 : Taxi Blues (Такси-Блюз)
- 1992 : Luna Park (Луна-парк, Louna-Park)
- 1993 : Le Pionnier clandestin
- 1995 : À propos de Nice, la suite - épisode La Mer de toutes les Russies
- 1996 : Ligne de vie (Линия жизни)
- 2000 : La Noce (Свадьба, Svadba)
- 2002 : Un nouveau Russe (Олигарх, Oligarkh) avec Anna Tchourina
- 2005 : L'Affaire des Âmes mortes (ru) (Дело о «Мёртвых душах»), série tv
- 2005 : Familles à vendre (Бедные родственники, Bednye Rodstvenniki)
- 2006 : L'Île (Остров, Ostrov)
- 2007 : Rachmaninov (Ветка сирени, Vetka sireni)
- 2009 : Tsar (Царь)
- 2012 : Le Chef d'orchestre (Дирижёр, Dirijor)
- 2015 : Rodina (Родина), série tv
- 2016 : La Dame de pique (Дама Пик, Dama Pik)
- 2019 : Leaving Afghanistan (Братство, Bratstvo)
- 2019 : Esau (Эсав)
- 2024 : Vassilissa et les Gardiens du temps (ru)[2] (Василиса и хранители времени, Vassilissa i khraniteli vremeni)

### Scénariste
- 1983 : L'Invincible (Непобедимый) de Yuri Boretski

## Distinctions
- Prix de la mise en scène au Festival de Cannes 1990 pour Taxi Blues
- Mention spéciale décernée à l'ensemble des interprètes au Festival de Cannes 2000 pour la Noce
- Aigle d'or 2006 du meilleur film pour L'Île
- Nika du meilleur film et de la meilleure réalisation en 2007 pour L'Île
- Il a été décoré de l'Ordre des arts et des lettres[3] en 2011 et de la Légion d'honneur en 2012[4].
- Prix du meilleur scénario pour Leaving Afghanistan au festival international du film de Shanghai en 2019[1].